# Christopher Logue
Christopher Logue CBE (* 23. November 1926 in Portsmouth; † 2. Dezember 2011 in London) war ein britischer Dichter, der vor allem durch sein Epos War Music, eine moderne Wiedergabe von Homers antiker altgriechischer Darstellung der Belagerung Trojas im Trojanischen Krieg, bekannt wurde. Er wurde unter anderem mit dem Whitbread Book Award, Cholmondeley Award und Griffin Poetry Prize ausgezeichnet.

## Leben

### Schul- und Militärzeit
Logue, Sohn eines Postangestellten, wuchs in seiner Geburtsstadt Portsmouth auf und wurde wegen des Diebstahls der Erwachsenenzeitschriften Men Only und The Naturist von einem Jugendgericht zu einer Bewährungsstrafe von sechs Monaten verurteilt. Nach dem Besuch des Catholic St John’s College in Southsea und des Prior Park College in Bath beendete er seine Schulausbildung an der Portsmouth Grammar School.
Nach Beendigung seiner Schulausbildung trat er seinen Militärdienst bei der Black Watch (Royal Highland Regiment) der British Army an, mit der er 1945 nach Palästina verlegt wurde. Nach dem Verkauf gestohlener Soldbücher an einen seiner Kameraden wurde er verhaftet und durch ein Militärgericht zu einer Freiheitsstrafe verurteilt, die er in Palästina und in Schottland verbrachte. Im Anschluss verrichtete er eine Reihe von geringbezahlten Tätigkeiten als Parkwächter und Rezeptionist in einer Zahnarztpraxis und verübte einen Suizidversuch.

### Pariser Jahre und erste literarische Arbeiten
1951 ließ er sich in Paris nieder und wurde dort Teil der literarischen Szene, zu der auch der schottische Autor Alexander Trocchi gehörte. Logue trat dem von Trocchi geleiteten Herausgeberkreis der Literaturzeitschrift Merlin bei, in dessen erster Ausgabe eines von Logues Gedichten erschien. 1953 erschien sein Debütgedichtband Wand and Quandrant als Sonderausgabe des Magazins. Da er allerdings seinen Lebensunterhalt durch seine lyrischen Werke nicht bestreiten konnte, verfasste er pornografische Werke für den von Maurice Girodias geleiteten Verlag Olympia Press.
Unter dem Pseudonym Count Palmiro Vicarion verfasste er eine Reihe von anzüglichen Limericks für Girodias, der unter anderem 1955 Vladimir Nabokovs Roman Lolita publiziert hatte. Bedingt durch seine Gefühle über seine eigene sexuelle Schüchternheit, die ihn zeitlebens beschäftigte, wollte er einen zweiten Selbstmordversuch begehen, von dem er jedoch von Trocchi abgehalten wurde.

### Rückkehr nach London und literarische Erfolge
Nach seiner Rückkehr nach London 1956, die mit der durch John Osbornes erstem Bühnenwerk Blick zurück im Zorn eingeleiteten Revolution an den britischen Theatern zusammenfiel, lernte er Kenneth Tynan, einen bekannten Theaterkritiker des Observer und späteren Chefdramaturgen des Royal National Theatre, sowie den Regisseur Lindsay Anderson kennen, mit dem er 1959 bei der Inszenierung des Musicals The Lily White Boys im Royal Court Theatre zusammenarbeitete.
1958 nahm er am ersten Aldermaston-Marsch der Campaign for Nuclear Disarmament teil und war auch Mitglied des von Bertrand Russell gegründeten „Komitees der Hundert“, dem Persönlichkeiten wie John Osborne, Lindsay Anderson, Doris Lessing und John Berger angehörten, um die Nuklearpolitik Großbritanniens und dessen Beziehungen zu den Vereinigten Staaten zu beeinflussen. Wegen der Nichtbeachtung eines gerichtlichen Demonstrationsverbots wurde er zu einer Freiheitsstrafe von einem Monat verurteilt.

#### War Music und Jazz Poetry
Eine Grundform seines Hauptwerkes War Music, einer ausdrucksstarken modernen Wiedergabe von Homers antiker altgriechischer Darstellung der Belagerung Trojas im Trojanischen Krieg, wurde 1959 unter dem Titel Achilles and the River als Hörfunksendung ausgestrahlt. Louis MacNeice sagte über Logues Homer-Gedicht, dass „Blut niemals blutiger oder das Schicksal niemals tödlicher war“. Obwohl Logue dem Ansatz Homers treu blieb, machte er das Epos durch das Neuzeichnen der Gleichnisse und der blutigen Details dennoch zu seinem eigenen Werk, in dem er ursprüngliche Passagen und Figuren neu erfand. Er selbst sah sein Werk als ein „Konto“ der Ilias, während Literaturkritiker es als eine Umschreibung der Ilias oder auch als Logues Homer bezeichneten. Sein Verdienst war die Belebung der dramatischen Erzählweise in dem antiken Werk in einem zeitgenössischen, teilweise filmischen Stil.
Zu Beginn der 1960er Jahre unternahm er auch Versuch in der Jazz Poetry wie bei Red Bird (1960), das von der British Broadcasting Corporation (BBC) gefördert wurde und vom Produzenten der Beatles, George Martin, für EMI aufgenommen wurde. Die in dem im Album enthaltenen Überarbeitungen Logues von Pablo Nerudas Gedichten zu Jazzarrangements von Tony Kinsey und Bill Le Sage wurden später von Annie Ross im Club The Establishment in Soho gesungen.
Aufgrund des großen Interesses verfasste Logue eine Fortsetzung mit dem Titel The Death of Patroclus (1963), die mit den Schauspielern Vanessa Redgrave und Alan Dobie auf einer Schallplatte mit der Unterstützung von Douglas Cleverdon aufgenommen wurde, der zuvor Unter dem Milchwald von Dylan Thomas mit den Schauspielern für das Radioprogramm der BBC produziert hatte.

#### Schaffenskrise und spätere Arbeiten
Später hielt er gemeinsam mit Arnold Wesker Gedichtlesungen vor Arbeitern in Fabrikhallen mit begrenztem Erfolg. Größeren Erfolg hatte er wiederum 1965 mit einem poetischen Happening in der Royal Albert Hall unter Beteiligung von Allen Ginsberg, Michael Horovitz und Adrian Mitchell. In der Folgezeit verfasste er auch zahlreiche Gedichte im New Statesman und in The Times Literary Supplement. Weite Bekanntheit erreichte sein Gedicht Be Not Too Hard (1967) durch die von Donovan verfasste Version für den Soundtrack des Films Poor Cow von Ken Loach, die auch von Joan Baez auf ihrem Album Joan (1967) gesungen wurde sowie 1974 von Manfred Mann’s Earth Band auf dem Album The Good Earth gecovert wurde.
Er spielte auch in einer Reihe von Filmen mit, so in Ken Russells Die Teufel (1971) als Kardinal Richelieu, in Terry Gilliams Jabberwocky (1977) als Spaghetti-essender Verrückter und in Ken Russels Der Gefangene der Teufelsinsel (1991) als Fernand Labori.
Nach einer durch eine Depression verursachten schriftstellerischen Pause erschien 1981 sein Hauptwerk War Music in einer neuen Ausgabe. Danach folgten die Bücher Kings (1991), The Husbands (1995), die Autobiografie Prince Charming (1999), All Day Permanent Red (2003) und Cold Calls (2005).
Nachdem er 2002 für Homer: War Music den Griffin Poetry Prize verliehen bekommen hatte, wurde Cold Calls 2005 sowohl mit dem Cholmondeley Award als auch dem Whitbread Book Award ausgezeichnet. Darüber hinaus wurde Logue, der seit 1985 mit der Autorin, Kritikerin und Biografin Rosemary Hill verheiratet war und 2002 eine Pension aus der Zivilliste von Königin Elisabeth II. annahm, 2007 zum Commander des Order of the British Empire ernannt.

## Veröffentlichungen
- Wand and quadrant, 1953
- The weekdream sonnets, 1955
- Devil, maggot and son, 1956
- The man who told his love, 1958
- Songs, 1959
- Songs from The lily-white boys, 1960
- Patrocleia, 1962
- The arrival of the poet in the city, 1963
- Logue's A. B. C, 1966
- Selections from a correspondence between an Irishman and a rat, 1966
- True stories, 1966
- Hermes flew to Olympus, 1968
- New numbers, 1969
- The words of Christopher Logue's Establishment songs etcetera, 1966
- The girls, 1969
- For Talitha, 1941-1971, 1971
- The Isles of Jessamy, 1971
- Duet for mole and worm, 1972
- Twelve cards, 1972
- What, 1972
- Singles, 1973
- Christopher Logue's true stories from Private eye, 1973
- Urbanal, 1975
- Puss in boots, 1976
- Abecedary, 1977
- Red bird, 1979
- The magic circus, 1979
- The children's book of comic verse, 1979
- Bumper Book of True Stories, 1980
- War music, 1981
- Ode to the dodo, 1981
- London in Verse, 1983
- Sweet and Sour, 1983
- Fluff, 1984
- Lucky dust, 1985
- London airport, 1988
- Kings, 1991
- The husbands, 1994
- Selected Poems, 1996
- Prince charming, 1999
- All day permanent red, 2003
- Cold Calls, 2005

in deutscher Sprache
- Lieber Ratz, zauber was!, 1976
- Zirkus Wundersam, 1979